# Konstanty Łubieński

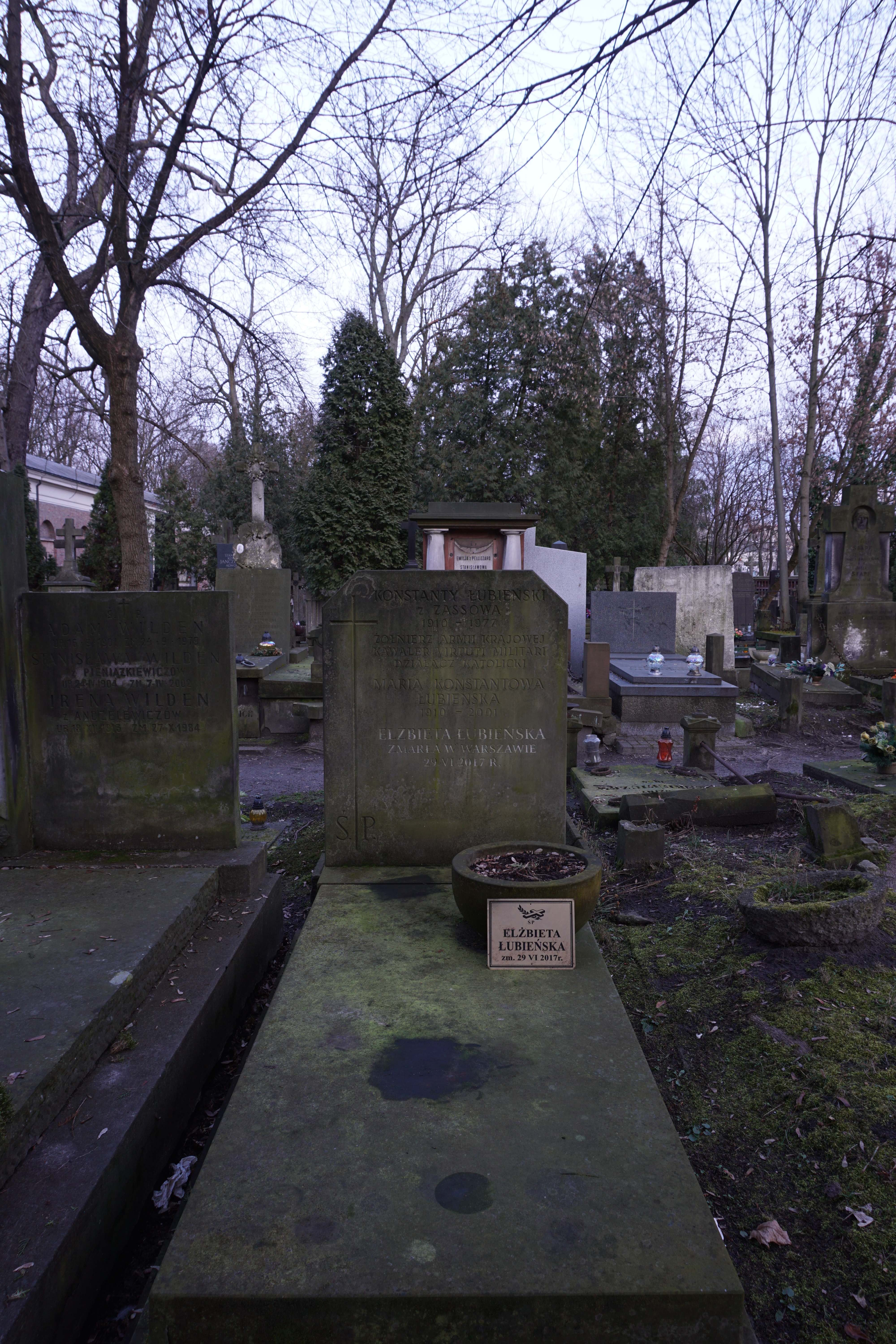
Grób Konstantego Łubieńskiego na cmentarzu Powązkowskim

Konstanty Łubieński (ur. 21 marca 1910 w Zasowie, zm. 25 września 1977 w Warszawie) – polski działacz państwowy, ekonomista, prawnik, publicysta. Poseł na Sejmie PRL I, II, III, IV, V, VI i VII kadencji, członek Rady Państwa (1976–1977). 
Syn hrabiego Tadeusza, ojciec literata Tomasza.

## Życiorys
W 1928 zdał maturę w Gimnazjum oo. Jezuitów w Chyrowie. Studiował prawo na Uniwersytecie Jagiellońskim (ukończył w 1934). W okresie studiów działał w Myśli Mocarstwowej. Uczestniczył w ruchu oporu (jako oficer Związku Walki Zbrojnej i Armii Krajowej). W stopniu kapitana był dowódcą inspektoratu Mielec (od maja 1944); w latach 1944–1945 więziony był przez władze radzieckie.
Po wojnie działał w organizacjach katolickich, w Stowarzyszeniu „Pax”, następnie w Klubach Inteligencji Katolickiej oraz w Chrześcijańskim Stowarzyszeniu Społecznym. W latach 1969–1972 był prezesem warszawskiego KIK.
W latach 1945–1952 pełnił funkcję naczelnika wydziału planowania finansowego kolejno w Ministerstwie Skarbu i Ministerstwie Finansów.
Od 1952 zasiadał w Sejmie PRL I, II, III, IV, V, VI i VII kadencji, w trakcie VII kadencji (1976) został wybrany na przewodniczącego Koła Poselskiego „Znak”, a także na członka Rady Państwa; w trakcie tej kadencji zmarł. Od 1971 był także wiceprzewodniczącym Ogólnopolskiego Komitetu Frontu Jedności Narodu.
Był przewodniczącym Rady Naczelnej Towarzystwa Przyjaciół Katolickiego Uniwersytetu Lubelskiego.
Odznaczony Orderem Sztandaru Pracy II klasy (1969) , Krzyżem Oficerskim (1954, za zasługi w pracy społecznej) i Komandorskim Orderu Odrodzenia Polski, Medalem Srebrnym Orderu Virtuti Militari, Krzyżem Walecznych, Złotym Krzyżem Zasługi z Mieczami oraz Odznaką 1000-lecia Państwa Polskiego oraz Medalem „20-lecia Światowej Rady Pokoju” (1969).
Pochowany na cmentarzu Powązkowskim (kwatera 172-4-12). W pogrzebie udział wzięli m.in. zastępca przewodniczącego Rady Państwa Edward Babiuch, wicemarszałek Sejmu Halina Skibniewska oraz członkowie Rady Państwa Ludomir Stasiak, Michał Grendys, Halina Koźniewska i Henryk Szafrański.